# Rogèr Lapassada
Rogèr Lapassada (Aussavièla, Bearn, 23 de maig de 1912 - Ortès, 12 d'octubre de 1999) fou un escriptor i poeta francès en occità, que signava com a Rogèr de Lapassada o Cardinon (cadernera).

## Biografia
Era fill d'un militar de colònies que el deixà a càrrec de la seva àvia, que l'educà en bearnès. Estudià magisteri a l'Escola Normal de Lescar i després a Pau. El 1939 es casà a Bretanya amb Marguerite Souffez.
En esclatar la Segona Guerra Mundial fou mobilitzat com artiller i fou fet presoner res més començar el conflicte. Fou internat a un camp de presoners, el Stalag X B a Sandbostel a la Baixa Saxònia, on contactà amb un grup protestant que el va fer aprofundir en la seva espiritualitat. Alhora, mentre donava classes d'espanyol a companys seus originaris de Bigorra, Landes i Bearn, tornà a renéixer el seu interès per l'occità i es dedicà a escriure'l.
El 1944 fou repatriat i va treballar com a professor universitari a Ortès fins que es va jubilar el 1967. Seguint els consells de Miquèu Camelat, va escriure en gascó, però aviat s'interessà pel moviment occitanista, decebut de l'actitud passiva del felibritge. Amb la finalitat d'impulsar l'ensenyament de l'occità i editar material pedagògic, el 1960 fundà l'associació Per Noste, que durant molt de temps actuà com a la secció bearnesa de l'Institut d'Estudis Occitans i que des del 1967 edità la revista del mateix nom. Va aconseguir l'adhesió al moviment de l'eminent medievalista Pierre Tucoo-Chala, amb qui va publicar uns quaderns pedagògics destinats a les escoles primàries, així com la del jove hispanista Robèrt Darrigrand. Més tard s'hi afegirien Miquèu Grosclaude, Gérard Lavignotte, Michel Darricades, Gilabèrt Nariòo i Crestian Lamaison.
Considerat no sols un dels millors escriptors en occità, sinó un dels pioners en la defensa de l'occitanisme al Bearn i animador cultural de pes, participà en la creació de calandretes i des del 1981 també col·laborà amb les emissores de ràdio locals. Els seus poemes han estat musicats per Marcèu Amont, Los de Nadau, Los deu Larvath, Delbeau i Marilis Orionaa.

## Obres

### Poesia
- Requisitòri. Denguin: I.E.O - Per Noste, 1991.
- Los camins deu cèu (1971, reed. 1984)
- La cadena (1997)
- Mots de Noste (edició pòstuma dirigida per Marilis Orionaa, 2002)

### Prosa
- Sonque un arríder amistós, sovenirs e condes. Denguin: I.E.O - Per Noste, 1985.
- Ua sason en pais bramader, contes. Ortès: I.E.O - Per Noste, 1988.